# Épisodes d'Off the Map
Cet article présente les épisodes de la série télévisée américaine Off the Map : Urgences au bout du monde.

## Épisodes

### Épisode 1:Nouveau Départ
- États-Unis /  Canada : 12 janvier 2011 sur ABC / Global
- France : 20 mars 2013 sur 6ter

- États-Unis : 7,57 millions de téléspectateurs[1]
- Canada : 1,419 million de téléspectateurs[2]

Michael McKean (Ed)

### Épisode 2:Souris, ne tue personne
- États-Unis : 19 janvier 2011 sur ABC
- France : 20 mars 2013 sur 6ter

- États-Unis : 5,79 millions de téléspectateurs[3]

- Cheech Marin (Papa)

### Épisode 3:Coup de foudre sous les étoiles
- États-Unis : 26 janvier 2011 sur ABC
- France : 20 mars 2013 sur 6ter

- États-Unis : 5,06 millions de téléspectateurs[4]

- Aimee Garcia (Alma)
- Walter Pérez (Roberto)
- Tessa Thompson (VF : Fily Keita) (Sydney)

### Épisode 4:Les Rues de San Miguel
- États-Unis : 2 février 2011 sur ABC
- France : 27 mars 2013 sur 6ter

- États-Unis : 5,37 millions de téléspectateurs[5]

- Ralph Waite (Abuelito)
- Nicholas Gonzalez (Mateo)
- Aimee Garcia (Alma)
- Jaime Zevallos (Elan)
- Ed Begley Jr. (Hank)

### Épisode 5:Lames de fond
- États-Unis : 9 février 2011 sur ABC
- France : 27 mars 2013 sur 6ter

- États-Unis : 5,61 millions de téléspectateurs[6]

- Jonathan Cake (Angus Sinclair)
- Nicholas Gonzalez (Mateo)
- Aimee Garcia (Alma)
- Tim Guinee (Nick)
- Bailey Nobles (Shannon)

### Épisode 6:Retour aux sources
- États-Unis : 16 février 2011 sur ABC
- France : 27 mars 2013 sur 6ter

- États-Unis : 4,33 millions de téléspectateurs[7]

- Mark Adair-Rios (Armondo)
- Jayne Brook (Lynn)
- Alex Fernandez (en) (Guillermo Mendez)
- Nicholas Gonzalez (Mateo)
- Cheech Marin (Papa)
- Judy Reyes (Eva)

### Épisode 7:La Cour des miracles
- États-Unis : 23 février 2011 sur ABC
- France : 3 avril 2013 sur 6ter

- États-Unis : 4,84 millions de téléspectateurs[8]

- Mark Adair-Rios (Armondo)
- Jayne Brook (Lynn)
- Alex Fernandez (en) (Guillermo Mendez)
- Nicholas Gonzalez (Mateo)
- Judy Reyes (Eva)

### Épisode 8:Pachamama
- États-Unis : 2 mars 2011 sur ABC
- France : 3 avril 2013 sur 6ter

- États-Unis : 4,96 millions de téléspectateurs[9]

- Max Arciniega (David)
- Shannon Cochran (Marian)
- Priscilla Garita (Tica)
- Nicholas Gonzalez (Mateo)
- Dean Norris (Morris Cooper)
- Shannon Cochran (Marian Cooper)

### Épisode 9:La Légende de l'étrange
- États-Unis : 9 mars 2011 sur ABC
- France : 3 avril 2013 sur 6ter

- États-Unis : 4,31 millions de téléspectateurs[10]

- Jere Burns (Richie)
- Nicholas Gonzalez (Mateo)
- Leslie Hope (Jane Clemmons)
- Todd Louiso (Greg Clemmons)

### Épisode 10:De l'autre côté du mur
- États-Unis : 16 mars 2011 sur ABC
- France : 10 avril 2013 sur 6ter

- États-Unis : 4,21 millions de téléspectateurs[11]

- Gary Carlos Cervantes (Warden)
- Nicholas Gonzalez (Mateo)
- Sal Lopez (Hugo)
- Elizabeth Peña (Inez)
- Susan May Pratt (Becky)

### Épisode 11:Le Salut des surfeurs
- États-Unis /  Canada : 23 mars 2011 sur ABC / Global
- France : 10 avril 2013 sur 6ter

- États-Unis : 4,46 millions de téléspectateurs[12]
- Canada : 1,106 million de téléspectateurs[13]

- Michael Arden (Pher)
- Nicholas Gonzalez (Mateo)
- Roma Maffia (Matilda)
- Marta McGonagle (Ana)
- Elizabeth Peña (Inez)
- Brett Tucker (Jonah)

### Épisode 12:Petite colombe
- États-Unis : 30 mars 2011 sur ABC
- France : 10 avril 2013 sur 6ter

- États-Unis : 4,23 millions de téléspectateurs[14]

- Michael Arden (Pher)
- Nicholas Gonzalez (Mateo)
- April Grace (Fran)
- Justina Machado (Teresa)
- Elizabeth Peña (Inez)
- Cynthia Stevenson (Charlene)

### Épisode 13:Retour à la case départ
- États-Unis : 6 avril 2011 sur ABC
- France : 10 avril 2013 sur 6ter

- États-Unis : 3,8 millions de téléspectateurs[15]

- Izzy Davis (Pablo)
- Soren Fulton (Scott)
- Nicholas Gonzalez (Mateo)
- Judith Hoag (Barb)
- Elizabeth Peña (Inez)
- Brett Tucker (Jonah)